# Somogyi Miklós (festő)
Karcsai és derghi Somogyi Miklós, Somogyi Miklós Béla (Miskolc, 1892. január 2. – Budapest, 1918. október 5.) festőművész. 

## Életútja
Somogyi Dezső királyi aljegyző és Fekete Irén fiaként született. 1909-től az Iparművészeti Iskola hallgatója volt, jogi végzettsége megszerzése mellett művészettel is foglalkozott. Több pályázaton és kiállításon szerepelt, a Művészet című folyóirat is megjelentette egyik rajzát. 1911-ben Münchenben képezte magát Hans Best irányítása alatt az Iparművészeti Iskolában. 1914-től Gyöngyösön dolgozott, 1913-tól állított ki tájképeket a Nemzeti Szalonban. Magyar folyóiratok részére művészeti cikkeket is írt.